# Крістін Жирар
Крістін Жирар  (англ. Christine Girard, 3 січня 1985) — канадська важкоатлетка, олімпійська медалістка.

## Виступи на Олімпіадах
| Олімпіада   | Вагова категорія | Місце |
| ----------- | ---------------- | ----- |
| Пекін 2008  | середня          | 3     |
| Лондон 2012 | середня          | 1     |